# Ligularia macrophylla
Ligularia macrophylla là một loài thực vật có hoa trong họ Cúc. Loài này được (Ledeb.) DC. mô tả khoa học đầu tiên năm 1837.